# Masia de Puig Oliver
La masia de Puig Oliver és un edifici de Sant Joan de les Abadesses (Ripollès) inclòs a l'Inventari del Patrimoni Arquitectònic de Catalunya.

## Descripció
És una masia agrupada de planta quadrada amb un cos més alt a l'extrem d'aquesta, en el cantó de ponent. L'edifici és de caràcter humil i és representatiu de moltes de les cases de pagès del terme de Sant Joan de les Abadesses. Els teulats són tots a dues vessants menys el del cos més elevat que només és a una vessant. Les obertures són totes molt rudimentàries i petites. A la llinda de la porta que dona accés a l'habitatge, aquesta de cara a migdia, hi a una inscripció de l'any 1772 d'un possible reconstrucció de la casa o engrandiment del mas. En algun llibre on surt publicat aquest mas i fent referència a ell ve citat que el cos més elevat del conjunt de la casa es tracta d'una torre mig enderrocada (l'actual propietari no creu pas que aquesta fos una torre).

## Història
La masia és documentada ja en el s. XIV, concretament en un capbreu de l'arxiu del monestir de Sant Joan de les Abadesses de l'any 1397. En aquest document la masia és documentada i esmentada com a Puig Oliver de la parròquia de Sant Joan i Sant Pau. Al llarg de tots els segles posteriors el mas surt força vegades citat en altres documents amb el mateix nom. Sembla que el cos més elevat del conjunt de la casa fou una torre de guaita, i així ho creu una veïna del mas. Aquesta va dir que havia sentit explicar pels seus avantpassats que aquesta construcció havia estat edificada pels propietaris del mas Puig Oliver que són els mateixos d'una casa veïna de nom el Corcoi, per vigilar els termes de les dues cases en temps remots de possibles atacs o robatoris.